# Crise d'adolescence
Pour un article plus général, voir Psychologie de l'adolescent.
La crise d'adolescence est, dans le langage courant, l'ensemble des troubles (sautes d'humeur, attitudes de défi, opposition aux parents, besoin d’intimité et de la confiance de leurs parents ou tuteurs, comportements excessifs…) supposés se produire durant la phase de transition entre l'âge enfant et l'âge adulte qu'est l'adolescence.
En psychologie, des auteurs comme Erik Erikson et James E. Marcia, ont décrit l'adolescence comme la période marquée par de nombreux changements dont celui de l'identité qu'ils décrivent comme "crise" au sens de bouleversement psychologique (cognitif et émotionnel) que l'adolescent ou le jeune adulte cherche à résoudre et qui lui permet de construire une identité stable et de s'orienter dans la vie.

## Psychologie
La période de l'adolescence est une période où se produisent de nombreux changements rapides sous l'effet de la puberté. Il est logique de penser qu'en raison de ces changements, les adolescents sont particulièrement stressés et d'humeur inégale. Cependant, les recherches en psychologie invalident l'idée que les adolescents sont plus stressés ou traversent des crises plus que ne le font les adultes.
Les changements que traversent les adolescents leur font éprouver des doutes, des remises en cause, des recherches par essais-erreur. La crise d'identité de l'adolescence a été décrite en particulier par Erik Erikson. Erickson a basé sa théorie sur l'observation clinique et thérapeutique d'adolescents perturbés (le plus souvent des garçons et d'origine européenne).
Le psychologue James E. Marcia a également détaillé les états identitaires de l'adolescent, les définissant par la présence ou non de crises et d'engagements.
Certaines des conclusions de Erikson et de Marcia ont été remises en question. Les études expérimentales en particulier ont mené à une vision plus modérée, moins grave, des difficultés rencontrées par les adolescents lorsque les études portent sur des adolescents d'une population représentative de la population générale.

## Différences interculturelles
L'adolescence est prolongée dans les sociétés occidentales où l'éducation secondaire puis supérieure donne aux jeunes plusieurs années pendant lesquelles ils peuvent s'interroger sur leur orientation et leur avenir. Certaines sociétés moins privilégiées économiquement n'offrent pas aux adolescents cette période propice aux questionnements et à la construction d'une identité. La construction du soi y est plus interdépendante. La transition entre l'enfance et l'âge adulte (les responsabilités adultes, telles que le mariage et la maternité et paternité) peut y être brève ou inexistante.

## Phénomène social
Michel Fize remet en cause l'idée que la crise de l'adolescence est un phénomène naturel et défend la thèse que la crise d'adolescence a une origine purement sociale, c'est-à-dire construite et influencée par l'environnement.